# Rasmus Helveg Petersen

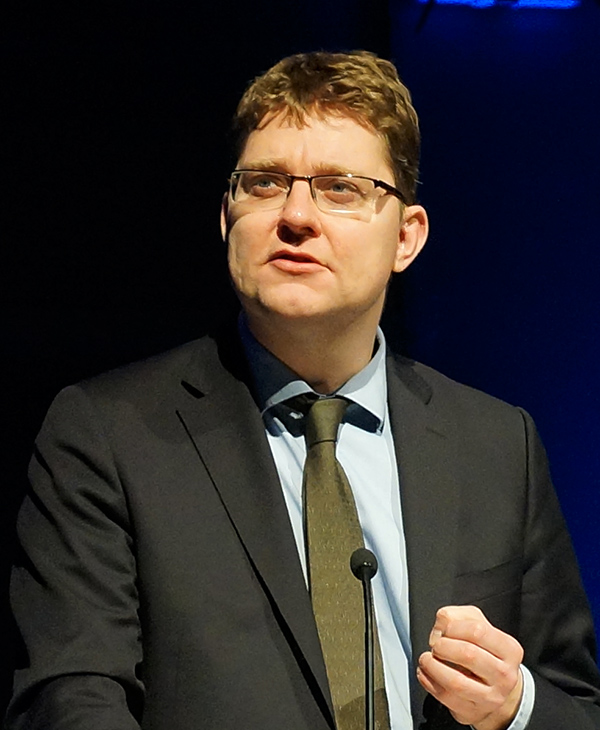
Rasmus Helveg Petersen (2015)

Rasmus Helveg Petersen (* 17. Juni 1968 in Kopenhagen) ist ein dänischer Politiker der sozialliberalen Partei Radikale Venstre. Von Februar 2014 bis Juni 2015 war er dänischer Minister für Klima, Energie und Bau. Von 2011 bis 2015 war er zudem Folketingsabgeordneter.

## Leben
Rasmus Helveg Petersen gehört einer dänischen Politikerdynastie an. Sein Vater ist der ehemalige Außenminister Niels Helveg Petersen, sein Großvater war Kulturminister Kristen Helveg Petersen. Sein Bruder Morten Helveg Petersen sitzt im Europäischen Parlament, seine Großmutter Lilly Helveg Petersen war Bürgermeisterin in Kopenhagen.
Rasmus Helveg Petersen studierte Journalistik an Danmarks Journalisthøjskole in Aarhus. Am 21. November 2013 ersetzte er Christian Friis Bach als Entwicklungshilfeminister. Nach nur zwei Monaten im Amt wurde ihm Anfang Februar 2014 das Ministerium für Klima, Energie und Bau anvertraut. Infolge der Wahlschlappe seiner Partei verlor er 2015 seinen Parlamentssitz.